# Львівські батяри

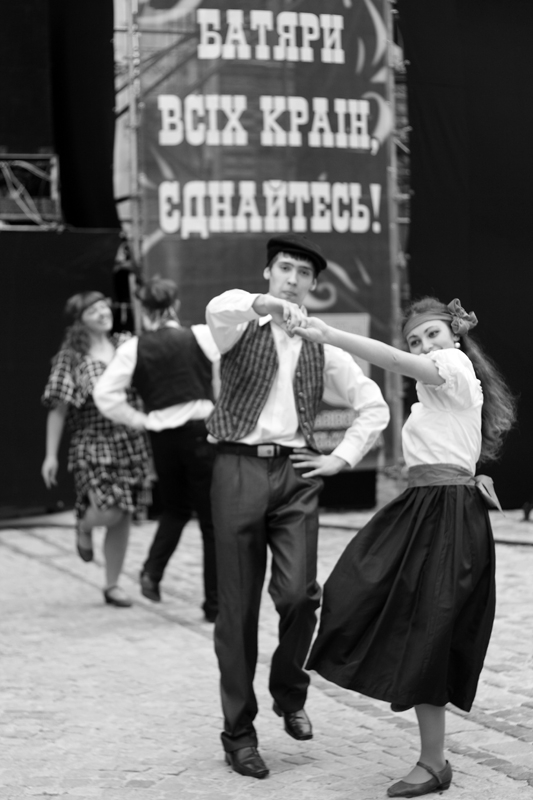
Святкування Дня батяра

Карикатура на Тонька і Щепка

Львівські батя́ри — львівська субкультура, яка існувала з середини XIX століття до середини XX століття.
Назва «батяр», імовірно, виникла від угорського «betyar», що означає особу, яка має дивні погляди і робить непередбачувані вчинки, авантюриста, гульвісу.

## Історія
Львівські батяри виникли на Личакові і Погулянці, у парку «Погулянка». Там були для цього ідеальні передумови: Погулянка була центром львівських розваг. Батяри гуртувалися навколо «садочків» — пабів при місцевих пивоварнях. Спочатку (у першій половині XIX століття) батяри були хуліганами, гульвісами і кишеньковими крадіями.
Згодом вони перестали красти і бешкетувати, натомість всіляко почали висміювати «стару кряку» Австро-Угорську імперію. Відома історія, коли батяр, гуляючи площею Ринок, привселюдно заявив, що «має імператора в одному місці». Його одразу ж арештувала жандармерія. Проте батяри найняли йому адвоката, який зумів звести у суді його вину до вказання невірного місця перебування Франца Йозефа І, за що його засудили на два дні в'язниці.
Батяри набували кумедних і романтичних рис. Їхнім лозунгом служив заклик: «Любити Львів, любити жінок і любити жартувати». Участь окремих батярів на польському боці в польсько-українській війні спричинила розповсюдження легенди про «геройських батярів і дітей» як головних творців перемоги польських військ. 
Популярності батяри набули в часи Польської республіки, коли популяризувалася їхня мова — львівська ґвара та батярські пісні. З 1933 до 1939 року до загальнопольського ефіру виходила регулярна популярна батярська передача львівського радіо «Весела львівська хвиля» (пол. Wesoła lwowska fala), яку вели її автори — польські актори Генрик Фоґельфенґер (пол. Henryk Vogelfänger) (Тонцьо) та Казімеж Вайда (пол. Kazimierz Wajda) (Щепцьо).
Батяри залишили у спадок гумористично-ліричні пісеньки, анекдоти, оповідки, які сьогодні називають «батярським фольклором».
Батяр Богдан Рибка так характеризує львівських батярів:
|  | Це були такі дрібні хулігани трохи, знаєте, комусь шибку розбити, десь там на пиві не поділили дівку, набили один одному писки. Але це не доходило до якогось кривавого побоїща. Навпаки батяри, вони воювали зі злодіями, вони їх називали кіндерами і виганяли зі свого району, тлумили і все решта. |

2008 року Львівська міська влада запровадила День львівських батярів, що проходить 1 травня під закликом «Батяри всіх країн, об'єднуйтесь».

## У культурі
Фільми
- 1936 — «Буде краще»
- 2018 — «Шляхетні волоцюги»